# مانويل إسبينوزا
مانويل إسبينوزا (بالإسبانية: Manuel Espinosa)‏ هو رسام أرجنتيني، ولد في 26 أكتوبر 1912 في بوينس آيرس في الأرجنتين، وتوفي بنفس المكان في 24 أكتوبر 2006.